# McKeesport
McKeesport é uma cidade localizada no estado norte-americano da Pensilvânia, no Condado de Allegheny.

## Demografia
Segundo o censo norte-americano de 2000, a sua população era de 24.040 habitantes.
Em 2006, foi estimada uma população de 22.408, um decréscimo de 1632 (-6.8%).

## Geografia
De acordo com o United States Census Bureau tem uma área de 14,0 km², dos quais 13,0 km² cobertos por terra e 1,0 km² cobertos por água. McKeesport localiza-se a aproximadamente 328 m acima do nível do mar.

## Localidades na vizinhança
O diagrama seguinte representa as localidades num raio de 4 km ao redor de McKeesport.